# Heteromesus granulatus
Heteromesus granulatus är en kräftdjursart som beskrevs av Richardson1908. Heteromesus granulatus ingår i släktet Heteromesus och familjen Ischnomesidae. Inga underarter finns listade i Catalogue of Life.